# Prix scientifique européen Körber
Le prix scientifique européen Körber est un prix lancé en 1985 qui récompense des scientifiques européens en sciences de la vie ou en sciences physiques avec des projets de recherches prometteurs à l'impact international. Le prix est décerné par la fondation Körber à Hambourg et le lauréat reçoit la somme de 1 000 000 euros. Le prix a récompensé des équipes de recherches jusque 2005. Depuis 2005, il récompense des individus. 
Le prix a récompensé 8 scientifiques qui ont eu le prix Nobel par la suite.

## Lauréats
Attribution du prix pour des équipes, avant 2004 :
- 1985: Applications des ondes de choc en médecine: Walter Brendel, Michael Delius, Georg Enders, Joseph Holl, Gustav Paumgartner, Tilman Sauerbruch
- 1985: Technologie de moulage à contre-pression: Teodor Balevski, Rumen Batschvarov, Emil Momtschilov, Dragan Nenov, Rangel Zvetkov
- 1986: Recherche sur le SIDA: Jean-Claude Gluckman, Sven Haahr, George Janossy, David Klatzmann, Luc Montagnier, Paul Rácz
- 1987: Développement de l'holographie électronique: Karl-Heinz Herrmann, Friedrich Lenz, Hannes Lichte, Gottfried Möllenstedt
- 1987: Création de températures ultra basses: Riitta Hari, Matti Krusius, Olli V. Lounasmaa, Martti Salomaa
- 1988: Extension de la technique pyrolytique de Hambourg pour la destruction des déchets toxiques: Alfons Buekens, Vasilij Dragalov, Walter Kaminsky, Hansjörg Sinn
- 1989: Substances actives issues de cultures de cellules végétales: Christian Brunold, Yury Y. Gleba, Lutz Nover, J. David Phillipson, Elmar Weiler, Meinhart H. Zenk
- 1990: Prévision des changements climatiques à court terme: Lennart Bengtsson, Bert Bolin, Klaus Ferdinand Hasselmann
- 1991: Reconnaître et prévenir le cancer causé par des produits chimiques environnementaux: Lars Ehrenberg, Dietrich Henschler, Werner Lutz, Hans-Günter Neumann
- 1992: Propagation et transformation des contaminants dans les eaux souterraines: Philippe Behra, Wolfgang Kinzelbach, Ludwig Luckner, René Schwarzenbach (en), Laura Sigg
- 1993: Bionique de la marche: application technique de la connaissance biologique: Felix Chernousko, François Clarac, Holk Cruse, Friedrich Pfeiffer
- 1994: Sélection végétale moderne: de la cellule à la plante; Dénes Dudits, Dirk Inzé, Anne Marie Lambert, Horst Lörz
- 1995: Sondes génétiques en recherche et en médecine de l'environnement : Rudolf Amann, Erik C. Böttger, Ulf B. Göbel, Bo Barker Jørgensen, Niels Peter Revsbech, Karl-Heinz Schleifer, Jiri Wanner
- 1996: habitat de la cime des arbres sous les tropiques: Pierre Charles-Dominique, Antoine Cleef, Gerhard Gottsberger, Bert Hölldobler, Karl E. Linsenmair, Ulrich Lüttge
- 1996: Conception de matériaux assistée par ordinateur: Michael Ashby, Yves Bréchet, Michel Rappaz
- 1997: Modèles de souris mutantes en recherche clinique: Pawel Kisielow, Klaus Rajewsky (en), Harald von Boehmer (en)
- 1998: Imagerie par résonance magnétique avec Helium-3: Werner Heil, Michèle Leduc, Ernst-Wilhelm Otten, Manfred Thelen
- 1998: Micronose électronique pour améliorer la sécurité sur le lieu de travail: Henry Baltes, Wolfgang Göpel, Massimo Rudan
- 1999: Plateformes de haute altitude pour les télécommunications: Bernd Kröplin (en), Per Lindstrand (en), John Adrian Pyle, Michael André Rehmet
- 2000: Perception de la forme dans la technologie avec des idées de la nature: Rodney Douglas, Amiram Grinvald, Randolf Menzel, Wolf Singer, Christoph von der Malsburg (en)
- 2001: Cultures optimisées grâce au génie génétique: Wolf-Bernd Frommer, Rainer Hedrich, Enrico Martinoia, Dale Sanders (en), Norbert Sauer
- 2002: Cicatrisation des plaies par scarfree par génie tissulaire: Mark W. J. Ferguson, Jeffrey A. Hubbell, Cay M. Kielty, Björn Stark, Michael G. Walker
- 2003: Marcheurs moléculaires entraînés par la lumière: Ben Feringa, Martin Möller, Justin Molloy, Niek F. van Hulst
- 2004: Thérapies pour un nouveau groupe de maladies héréditaires: Markus Aebi, Thierry Hennet, Jaak Jaeken, Ludwig Lehle, Gert Matthijs, Kurt von Figura

Attribution du prix pour le directeur de recherche et/ou équipe, depuis 2004 :
- 2005 : Philip Russell (en)
- 2006 : Franz-Ulrich Hartl
- 2007 : Peter Seeberger (en)
- 2008 : María Blasco
- 2009 : Andre Geim
- 2010 : Jiří Friml
- 2011 : Stefan Hell
- 2012 : Matthias Mann (en)[3]
- 2013 : Immanuel Bloch (en)
- 2014 : May-Britt Moser et Edvard Moser
- 2015 : Nicola Spaldin[4]
- 2016 : Hans Clevers
- 2017 : Karsten Danzmann[5]
- 2018 : Svante Pääbo[6]
- 2019 : Bernhard Schölkopf
- 2020 : Botond Roska
- 2021 : Clare Grey
- 2022 : Anthony Hyman
- 2023 : Cordelia Schmid
- 2024 : Erin Schuman